# Дрич Сергій Костянтинович
Дрич Сергій Костянтинович (*17 травня 1957 року) — український географ-картограф, кандидат географічних наук, доцент Київського національного університету імені Тараса Шевченка.

## Біографія
Народився 17 травня 1957 року в місті Київ. Закінчив у 1979 році географічний факультет Київського університету. В 1979—1982 працював інженером Сектора географії АН УРСР (нині Інститут географії НАН України). У 1982—1984 роках служив у Збройних силах СРСР. Закінчив аспірантуру в 1987 році. У 1987—1992 роках молодший науковий співробітник, науковий співробітник відділу радіаційної екології Інституту ядерних досліджень АН УРСР; у 1992—1995 — головний спеціаліст Науково-виробничого об'єднання «Норма». У 1995—1996 роках провідний науковий співробітник Українського відділення Міжнародного центру наукової культури «Всесвітня лабораторія». З 1996 року працює у Київському університеті як асистент, пізніше доцент кафедри геодезії та картографії географічного факультету. Кандидатська дисертація «Картографическое обеспечение регионального санитарно-гигиенического мониторинга загрязнения окружающей среды (на примере загрязнения пестицидами)» захищена у 1990 році.
Викладає курси: «Картографічний метод дослідження», «Геоінформаційні системи та бази даних», «Цифрова картографія».

## Наукові праці
Автор понад 30 наукових праць. Основні праці:
1. Атлас фермера Вінницької області. — К., 2000.